# Cristina Ilie
Cristina Ilie (ur. 12 lipca 1989 w Bârladzie) – rumuńska wioślarka.

## Osiągnięcia
- Mistrzostwa Świata Juniorów – Brandenburg 2005 – ósemka – 2. miejsce[1].
- Mistrzostwa Świata Juniorów – Amsterdam 2006 – dwójka podwójna – 3. miejsce[1].
- Mistrzostwa Świata Juniorów – Pekin 2007 – dwójka bez sternika – 3. miejsce[1].
- Mistrzostwa Europy – Ateny 2008 – czwórka podwójna – 1. miejsce[1].
- Mistrzostwa Świata U-23 – Račice 2009 – czwórka podwójna – 3. miejsce[1].
- Mistrzostwa Europy – Brześć 2009 – ósemka – 1. miejsce[1].
- Mistrzostwa Europy – Montemor-o-Velho 2010 – czwórka podwójna – 7. miejsce[1].